# Nova Sintra
Nova Sintra è un centro abitato di Capo Verde, situato sull'isola di Brava.